# プラネット・ナイン
プラネット・ナイン（英: Planet Nine）は、太陽系外縁に存在すると提唱されている大型の天体（おそらく天王星型惑星）の仮称である。軌道の大部分がエッジワース・カイパーベルトの外側を周る太陽系外縁天体の一群を研究する過程で、2014年にその存在が提唱された。2016年1月20日、カリフォルニア工科大学のコンスタンティン・バティギン（コンスタンチン・バトゥイギン）とマイケル・E・ブラウンは、いくつかの太陽系外縁天体の軌道に関する研究結果から、プラネット・ナインが存在する間接的な証拠を発表した。
この仮説上の天体は、質量が地球の10倍程度，直径は地球の2〜4倍程度と予測されており、楕円軌道で太陽を10,000〜20,000年かけて公転していると考えられている。この天体は、ニースモデルにおいて木星や土星によって外へと弾き出された仮説上の第5巨大惑星の可能性もある。その他の仮説としては、別の恒星の周りにあった惑星を捕獲したという説や、自由浮遊惑星を捕獲したという説、また遠方の軌道で形成された後に太陽系の近くを通過した恒星の影響で大きな軌道離心率を持った軌道に引っ張られたという説がある。
2018年の時点ではプラネット・ナインと思われる天体の観測報告はされていない。広視野赤外線探査機 (WISE) やパンスターズの観測データ中からはプラネット・ナインは検出されていないが、太陽系の外縁部に海王星サイズの天体が存在する可能性は否定されていない。これらの過去の掃天観測での検出可能性は、プラネット・ナインの位置や特性に依存する。まだ捜索が行われていない空の領域については、WISE の延長ミッションである NEOWISE や、すばる望遠鏡を用いた捜索が進行している。

## 名称
Planet Nine は仮称であり、光学観測などで実在が確認されない限り正式名称は付与されない。確認されれば国際天文学連合 (IAU) が正式名称を認定するが、その際通常は発見者が提案した名前が優先される。基本的にはギリシャ神話やローマ神話にちなんだ名前になるはずである。
2016年のバティギンとブラウンの原論文では、その物体を単に「perturber」（乱す物、摂動を与える物）と呼んでおり、のちの報道向け発表で初めて "Planet Nine" という仮称を用いた。バティギンとブラウンは他にもヨシャファトやジョージという名前で Planet Nine を呼んでいる。ブラウンはまた「仲間内では 『Phattie』（coolやawesomeを意味する俗語）と呼んでいる」とも述べている。なお、彼らの研究の先行研究にあたる2014年のスコット・シェパードとチャドウィック・トルヒージョの論文中でも、単に「perturber」や「planet-sized objects」(惑星サイズ天体) とだけ呼ばれている。
2018年に惑星科学者のアラン・スターンは、「これはクライド・トンボーの遺産 (冥王星の発見) を消し去ろうとする試みであり、率直に侮辱的である」と述べて Planet Nine という名前に反対し、発見まで Planet X という名前を使うことを提案した。また35人の科学者は、「このような惑星については、文化的および分類学的に中立な Planet X や Planet Next、Giant Planet Five などの用語の使用を支持し、この用語 (Planet Nine) の使用はやめる必要がある」との声明に署名を行った。ブラウンは、「Planet X は未知の惑星への一般的な言及ではなく、冥王星の（偶然の）発見に繋がったローウェルによる特定の予測であり、私たちの予測はこの予測とは無関係である」と述べている。

## 特徴

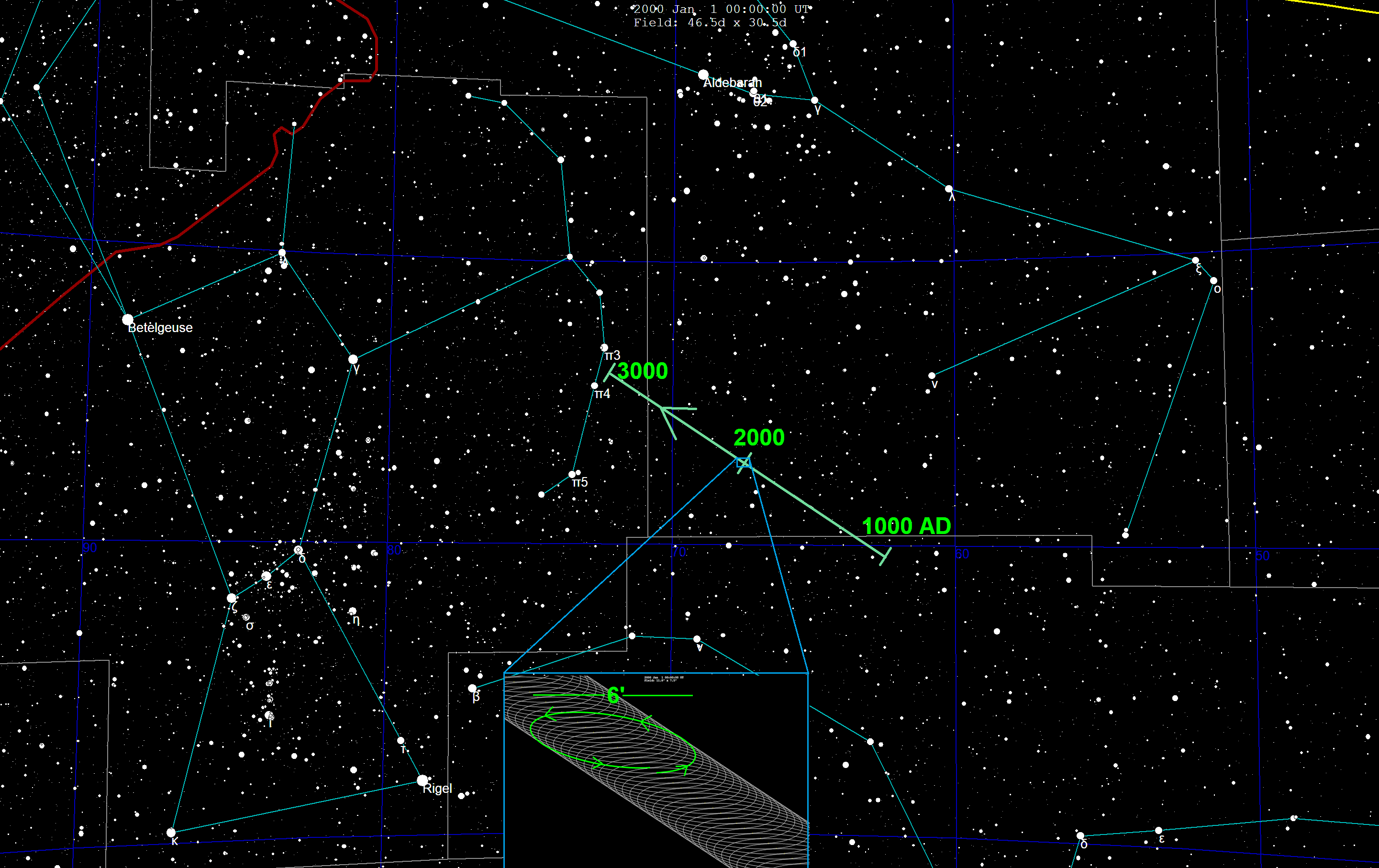
遠日点付近にあるプラネット・ナインの天球上の見え方の、ブラウンが自らのブログで述べた軌道仮説に基づいたイメージ図。およそ2000年かけて、緑線上を西から東へ横切っていく様子。

### 軌道要素
計算によると、プラネット・ナインは軌道離心率の大きな楕円軌道を1万年から2万年の周期で公転していると見積られている。軌道長半径は約 700 au と海王星の約20倍ほどもあるが、近日点では海王星の約7倍の約200 au まで近づくと想定されており、軌道傾斜角は30 ± 20° 程度だとされている。一方、軌道離心率が大きいため、遠日点では約 1,200 au まで遠ざかるとされている。
想定される軌道では、プラネット・ナインの遠日点はオリオン座やおうし座付近の方向、逆に近日点はへび座（頭部）、へびつかい座、てんびん座付近の方向にあることになる。
ブラウンは、もしプラネット・ナインの存在が確認され現在の探査機で向かうなら、太陽の周りでのパワードスイングバイを利用することでわずか20年で到達出来ると考えている。

### 大きさと組成

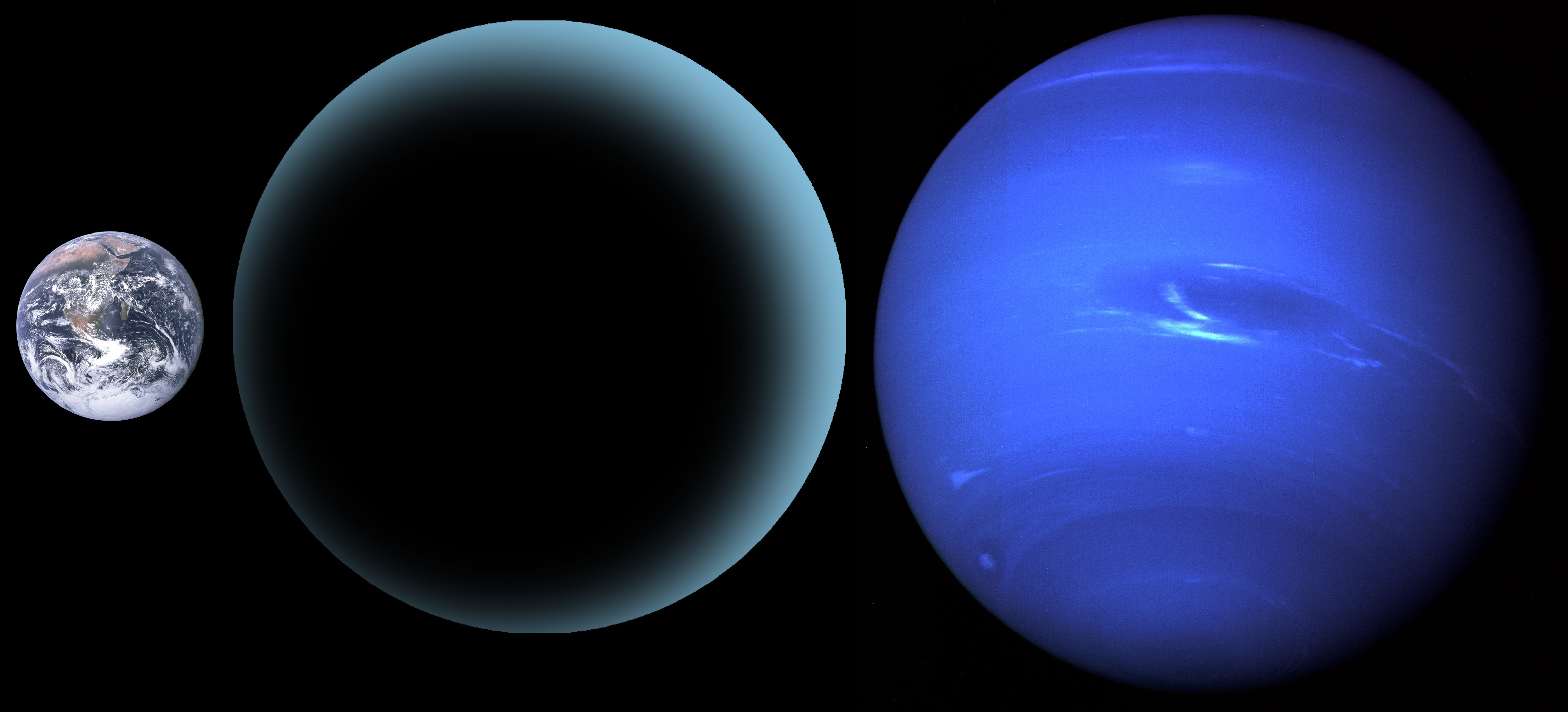
プラネット・ナインは巨大氷惑星の天王星と海王星に大きさや組成が似ているとされている。

プラネット・ナインは地球の10倍程度の質量と、2倍から4倍の大きさを持つと推定されている。これまでの探査では、冥王星以遠の領域に海王星サイズの天体が存在する可能性は残されている。赤外線観測衛星であるWISEの観測では、太陽から2万6000 au 以内の領域に木星質量（地球の約318倍）以上の質量を持つ天体は確認されず、また1万 au 以内に土星質量（地球の約95倍）の天体は確認されなかったが、700 au の位置に海王星程度の質量を持つ天体が存在する可能性は否定されなかった。ブラウンは、たとえプラネット・ナインがどこにあろうとその質量は周辺の小天体を一掃する事が出来るほど大きく、太陽系の外縁部を支配する存在だと考えている。そして、これは惑星の定義には十分当てはまるものだとしている。
別の推定ではプラネット・ナインは地球の5〜10倍の質量を持ち、直径は同じく2〜4倍ほどと見積もられている。ブラウンは、プラネット・ナインは天王星や海王星のように岩石と氷の混合物で構成され、薄いガスで包まれた巨大な氷の惑星（天王星型惑星）であることがほぼ確実である、としている。
プラネット・ナインは原始ブラックホール(宇宙誕生1秒以内に存在していたとされる超小型のブラックホール)ではないかという予想が行われた。原始ブラックホールの質量を地球の5倍～15倍と仮定し、5倍だった場合の事象の地平面のサイズを実物大として論文に掲載、質量が地球の10倍であれば、事象の地平面のサイズは「ボウリングのボール程度」になるとしている。

### 起源
プラネット・ナインの起源については、既知の巨大惑星（木星や土星など）によって弾き出されたとするものや、他の恒星系からやってきた惑星を捕獲したというもの、その場で形成されたというものなど、多くの説が考えられている。
バティギンとブラウンの原論文では、プラネット・ナインは現在より太陽に近い位置で形成され、原始惑星系円盤がまだ存在する時期に木星か土星と近接遭遇することで遠方の離心軌道に弾き出されたという説を提案している。その後、太陽系近傍の恒星の重力か、あるいは原始太陽系星雲の名残であるガスによる摩擦の影響によって、軌道離心率が減衰する。この過程は軌道の近日点距離を増大させ、他の惑星の影響を受けないような、非常に遠方だが安定な軌道へと進化させたと考えられる。極端な楕円軌道に弾き出されさえしなければ、プラネット・ナインは原始惑星系円盤からさらに多くの質量を得て巨大ガス惑星の核へと進化し得ただろうとされている。しかし遠方に弾き出されたために成長は早い段階で止まり、天王星や海王星よりも小さな質量になったと考えられる。
重い微惑星帯による力学的摩擦も、プラネット・ナインを安定な軌道に捕獲しうる。近年のモデルでは、原始惑星系円盤の外縁部分でガスが散逸するにつれて、総質量が60〜130地球質量の多数の微惑星による円盤が形成されうると考えられている。プラネット・ナインがこの微惑星円盤の中を通過すると，プラネット・ナインの重力によって個々の微惑星の経路が変えられ、プラネット・ナインの速度は相対的に減少する。この過程はプラネット・ナインの軌道離心率を低下させ、軌道を安定化する。もしこの微惑星円盤の内縁が太陽から 100〜200 au と離れた位置にあった場合、海王星と遭遇する惑星がプラネット・ナインの想定される軌道と似た軌道に入る確率は 20% になり、観測されている太陽系外縁天体の分布の偏りは内縁が 200 au の距離であった場合によく説明できる。微惑星円盤は原始惑星系円盤の残存ガスとは異なり長い期間に渡って存続するため、より後期にプラネット・ナインを現在の軌道に落ち着かせることが可能となる。
プラネット・ナインは、太陽が他の恒星と近接遭遇を起こしている間に太陽系の外部から捕獲された天体だという可能性もある。もしその恒星の遠方軌道に惑星が存在した場合、遭遇の最中の三体相互作用は惑星の経路を変え、太陽の周りを公転する安定な軌道に移動する可能性がある。遭遇した相手が木星質量の天体を持たない恒星系であった場合、惑星は遠方の離心率の大きい軌道に長い期間留まっていられるため、太陽と遭遇の際の捕獲の可能性も上がる。この説が正しい場合、プラネット・ナインは実質太陽系外惑星であったという事になる。太陽系外部から天体を捕獲できる可能性自体は高いものの、その場合の捕獲後の天体の軌道要素は多様なものとなり得るため、プラネット・ナインに予測されているような比較的低い軌道傾斜角で天体を捕獲できる可能性は 1〜2% と低いものになる。また、このプロセスは自由浮遊惑星との遭遇でも発生しうるが、この場合プラネット・ナインに想定されているのと同様の軌道に自由浮遊惑星を捕獲できる可能性はさらに低く、わずか 0.05〜0.10% に過ぎない。
太陽と他の恒星との遭遇は太陽系の遠方を公転する惑星の軌道を変化させることもあり、これにより遠方惑星の軌道が円軌道から離心軌道に変化する可能性もある。プラネット・ナインが現在いるとされる遠方で惑星を形成するためには、原始惑星系円盤が非常に重く遠方まで広がっているか、あるいは散逸していく円盤の中で固体成分が外側に移動して細いリングを形成し、それが十億年以上かけて集積し惑星になる必要がある。太陽がまだ形成された星団の中にいる間に天体がそのような非常に遠方で形成された場合、非常に離心率の大きい軌道を保ったまま太陽の重力に束縛され、太陽系内に留まり続けられる確率はおおよそ 10% である。しかし過去の研究では、もし重い円盤が 80 au を超えた距離まで広がっていた場合、木星や土星に散乱された天体は高い軌道傾斜角（50° 以上）かつ低い軌道離心率を持った状態で太陽系内に残されるはずだが、このような天体は発見されていないことが報告されている。

## 経緯
21世紀にプラネット・ナイン概念が提唱されるよりも以前から、数々の研究者が以下のような経緯を経て、冥王星の発見の時と同様に、海王星より遠くの天体を間接的に検出しようとしてきた。そのうち、いくつかの研究や観測はプラネット・ナインの仮説と直接関連している。

### 遠方惑星に関する仮説
1846年の海王星の発見以降、さらなる天体が海王星よりも遠方に存在するという数多くの理論的な予想がされてきた。これらの理論は、天王星と海王星の軌道に影響を及ぼす遠方の天体の存在を予測した。軌道への摂動のように間接的な手段によって海王星より遠方の天体を探そうという試みは、冥王星の発見以前にまで遡る。ジョージ・フォーブス (George Forbes) は1880年に海王星以遠の惑星の存在を初めて仮定しており、この研究は現在のプラネット・ナインの理論に類似していると考えられている。この仮説上の天体の一つは、軌道長半径が 100 au と地球の100倍の距離にあるとされ、二つ目は 300 au とされた。彼が提唱した天体は、周期彗星の遠日点距離の分布が偏っていることを説明するために導入したものであり、このような遠日点距離の偏りは例えば木星族彗星に見られる。1906年にパーシヴァル・ローウェルは海王星以遠の惑星を捜索する大規模なプロジェクトを開始した。彼はこれが天王星の軌道の問題を解決できると確信しており、この未知の惑星を Planet X と呼んだ。なお Planet X という名称は Gabriel Dallet によって過去に使われている。
2004年に発見されたセドナは特徴的な軌道を持っており、この天体は過去に既知の8個の惑星とは異なる重い天体との遭遇を起こしたのではないかという推論をもたらした。セドナの近日点距離は 76 au であり、これは海王星と重力的に相互作用を起こすには遠すぎる。様々な科学者によって、セドナが現在の軌道に至った仮説が提唱された。それは、遠方の軌道にある未知の天体との遭遇や、太陽が形成された散開星団の一員であった別の恒星との遭遇、あるいは後に太陽系近傍を通過したその他の恒星との遭遇である。2014年3月にはセドナを越えた近日点距離 (80 au) を持つセドノイドである2012 VP113と呼ばれる小惑星の発見が公表された。他にも似たような軌道を持つ小惑星が複数存在すると考えられており、これは未知のスーパー・アースサイズの天体が太陽系遠方に存在することが原因の可能性がある。
2008年には向井正率いるチームによって、多くの太陽系外縁天体が持つ大きな軌道離心率と軌道傾斜角は、軌道傾斜角20°、軌道長半径100 - 200 au、公転周期約1,000年の、火星から地球サイズの天体の影響による可能性があるという説を発表した。
2012年の学会において、ブラジル国立天文台の Rodney Gomes 率いる研究チームは、非常に細長い軌道を持つ太陽系外縁天体の軌道を解析し、未知の天体が存在する可能性を実証するモデルを作成したことを発表した。またこの天体は大きな軌道長半径を持つケンタウルス族天体や、巨大惑星の軌道と交差する太陽系内の小天体の軌道も説明可能とされた。この仮説では、海王星質量の天体が非常に遠方 (1,500 au) の軌道離心率の大きい (e = 0.4)、軌道傾斜角が 40° 程度の軌道にいるとされた。あまりにも遠すぎるため内惑星にはほとんど影響を及ぼさないと考えられるが、周辺の小天体を散乱させるには十分な質量である。プラネット・ナインと同様にこの天体は 300 au を超える軌道長半径を持つ天体の近日点を振動させ、影響を受けた天体のうちあるものは巨大惑星と交差するような軌道に移り、またあるものはセドナのような分離した軌道に移る。この研究は2015年に論文として出版された。Gomes は太陽系の遠方に未知の惑星が存在する可能性があることを確かめたが、このような天体の発見には至らなかった。

### プラネット・ナイン仮説の登場

プラネット・ナイン（赤点線）と6つの太陽系外縁天体の軌道

2014年に、カーネギー研究所のスコット・シェパードとハワイのジェミニ天文台のチャドウィック・トルヒージョは、セドナや2012 VP113、その他の非常に遠方にある太陽系外縁天体の軌道に類似点があることを指摘した。彼らは、200〜300 au の距離の円軌道にある未知の惑星が、外縁天体の軌道に摂動を与えていることが原因だという仮説を提案した。後の2015年に Raúl と Carlos de la Fuente Marcos は、外縁天体に見られる多くの軌道の類似性を再現するには2つの重い天体が軌道共鳴に入っている必要があると主張した。
カリフォルニア工科大学のバティギンとブラウンは、彼らの仮説を否定するために解析的な研究およびコンピューターによるシミュレーションを行ったところ、逆に遠方の重い惑星の存在を示唆する結果を得た。2016年初頭に、彼らは非常に遠方を公転する6つの太陽系外縁天体が似た軌道要素を持っていることは地球の10倍程度の質量を持つ天体の存在によって説明できるとし、
その取りうる軌道を発表した。また、この仮説上の天体に「Planet Nine」（プラネット・ナイン）という仮称を与えた。この仮説では、極端に遠方にある外縁天体が内惑星の軌道に対して垂直な軌道を持つことも説明できる可能性がある。

## 存在を支持する証拠
プラネット・ナインの重力的な影響は、以下の太陽系の5つの特異な点を説明する可能性がある。
- 極端に遠い太陽系外縁天体 (extreme trans-Neptunian objects, eTNOs) の軌道のクラスタリング
- 海王星の影響から分離したセドナのような天体の大きな近日点距離
- 8つの既知の惑星の軌道に対しておおむね垂直な軌道を持つ eTNOs の大きな軌道傾斜角
- 軌道長半径が 100 au 未満で大きな軌道傾斜角を持つ太陽系外縁天体
- 太陽の自転軸が主要な惑星の軌道平面に対して 6° の傾きを持つこと

プラネット・ナインは、セドナのような天体が持つ大きな近日点距離を説明するメカニズムを介して、eTNOs の軌道のクラスタリングを説明するために存在が提唱された天体である。プラネット・ナインが他の天体に及ぼしうる効果のうち、既知の惑星の軌道に対して垂直な軌道を持つ太陽系外縁天体への影響は予想されていなかったものであり、その他の2つの効果は仮説が提唱された後のさらなる分析の結果明らかになったものである。上記の問題点を説明するための別のメカニズムも提唱されているが、上記5つの全てを説明できるのはプラネット・ナインの重力的な影響のみである。しかしプラネット・ナインの重力はその軌道を横切る他の天体の軌道傾斜角も上昇させるため、短周期彗星の軌道傾斜角の分布が現在観測されているよりも広いものになってしまうという指摘もある。

### 観測：近日点距離が大きい天体の軌道の偏り

大きな軌道長半径を持つ太陽系外縁天体の軌道要素に偏りがあることは、2014年にトルヒージョとシェパードによって初めて指摘された。彼らはセドナと2012 VP113の軌道の間に見られる類似性を指摘した。プラネット・ナインのような天体が存在しなければこれらの軌道はランダムに分布するはずであり、軌道の配置には特定の傾向は見られないはずである。トルヒージョとシェパードはさらなる解析を行い、近日点距離が 30 au より大きく、かつ軌道長半径が 150 au より大きい12個の外縁天体の近日点引数が 0° 付近に偏っていることを指摘した。つまりこれらの天体はみな、太陽に最も接近する時に黄道面を下から上へ通過する軌道を持っていることを意味している。トルヒージョとシェパードは、これは海王星軌道より遠方にある未知の重い天体によって、古在メカニズムを介して引き起こされていると提唱した。同程度の軌道長半径を持つ天体の場合、古在メカニズムは天体の近日点引数を 0° か 180° 付近に制約する働きがある。この軌道の制約により、離心率と傾斜角を持った軌道にある外縁天体は惑星への近接遭遇を回避することができる。なぜなら外縁天体が惑星の軌道平面を横切るのは天体が近日点と遠日点付近にいるときであり、軌道の十分上か下にいる時に惑星の軌道を横切るからである。しかし、外縁天体の軌道が古在メカニズムによってどのように揃うようになるかについてのトルヒージョとシェパードの仮説は、さらなる解析と証拠に取って代わられることとなる。
バティギンとブラウンは、トルヒージョとシェパードによる上記の仮説を否定するつもりで大きな軌道長半径を持った太陽系外縁天体の軌道の調査を行った。彼らはトルヒージョとシェパードによる解析に用いられた外縁天体のうち、海王星に接近するため軌道が不安定になるものや、海王星との平均運動共鳴に影響されるものを取り除いて解析を行った。その結果、残った6つの天体 (セドナ、2012 VP113、2004 VN112、2010 GB174、2000 CR105、2010 VZ98) の近日点引数が 318° ± 8° に集まっていることが判明した。この発見は、古在メカニズムによって近日点引数が 0° か 180° に揃うという傾向とは一致しないものであった。
バティギンとブラウンはさらに、軌道長半径が 250 au より大きく、近日点距離が 30 au を超える極端な太陽系外縁天体6つ（セドナ、2012 VP113、2004 VN112,、2010 GB174、2007 TG422、2013 RF98）の軌道について、近日点が空間的におおむね同じ方向に揃っており、その結果として太陽に最も接近した際の位置を表す近日点黄経が集まっていることも発見した。6個の天体の軌道は黄道面に対して傾いており、おおむね同一平面に存在する。そのため天体が黄道面を下から上へ通過する位置を示す昇交点黄経も集まっている。彼らは、この軌道要素のクラスタリングが偶然発生する確率はわずか 0.007% であると計算している。これらの6つの天体は、6つの異なる望遠鏡を用いた6つの異なるサーベイによって発見されたものである。そのため、例えば望遠鏡が空の特定の領域を観測していたなどの観測バイアスによって軌道要素の偏りが生まれている可能性は低いとされる。これらの天体の軌道長半径と軌道離心率はそれぞれ異なることから、近日点の場所と昇交点の変化もしくは歳差は異なる速度で発生し、その結果として軌道要素の偏りは数億年のうちになまされてしまうはずである。そのためこの偏りは恒星の通過などの過去の事象では起こり得ず、太陽を公転する天体の重力場によって維持されている可能性が最も高いことを示唆している。
トルヒージョとシェパードは後の論文で、軌道長半径が 150 au を超える太陽系外縁天体の近日点黄経と近日点引数の間の相関について指摘している。近日点黄経が 0°〜120° のものは近日点引数が 280°〜360° の間にあり、近日点黄経が 180°〜340° のものは近日点引数が 0°〜40° の間にある。この相関の統計的有意性は 99.99% である。彼らは、この相関はこれらの天体の軌道が重い惑星との近接遭遇を起こしていないことによることを示唆した。
| 名前               | P (年)  | a (au) | q (au) | e    | ω (°) | 視等級 | 直径 (km)     |
| ------------------ | ------- | ------ | ------ | ---- | ----- | ------ | ------------- |
| 2012 VP113         | 4287    | 263.89 | 80.31  | 0.70 | 292.9 | 23.4   | 600           |
| 2013 RF98          | 5862    | 325.1  | 36.29  | 0.89 | 316.5 | 24.4   | 80            |
| 2004 VN112         | 5736    | 320.42 | 47.33  | 0.85 | 327.2 | 23.3   | 200           |
| 2010 GB174         | 7159    | 371.45 | 48.67  | 0.87 | 347.7 | 25.2   | 200           |
| 2007 TG422         | 11304   | 503.69 | 35.58  | 0.93 | 285.8 | 21.9   | 200           |
| セドナ             | 11429   | 507.38 | 76.05  | 0.85 | 311.5 | 21.0   | 1000          |
| プラネット・ナイン | 〜15000 | 〜700  | 〜200  | 0.6  | 150   | >22    | 26000 - 52000 |

### シミュレーション：軌道の偏りの再現
極端に遠方にある太陽系外縁天体 (extreme-trans Neptunian objects, eTNOs) の軌道のクラスタリングとその大きな近日点距離は、プラネット・ナインの影響を含めたシミュレーションによって再現できることが分かっている。バティギンとブラウンによって行われたシミュレーションでは、ランダムな配置で始めた大きな軌道長半径を持つ天体群は、大きな軌道離心率を持った軌道にある重い遠方の天体によって、空間的に制約されたおおむね同じ線上、同じ平面上の軌道のグループに集められた。これらの天体の近日点は同じ方向に揃う傾向を示し、また軌道も同じ平面上に揃う傾向が見られた。これらの天体の多くはセドナのように大きな近日点距離を持つ軌道に入り、また予想外の結果として、いくつかは黄道面に対してほぼ垂直な軌道に入った。このような軌道を持つ天体が過去に観測されていることにバティギンとブラウンは後で気が付いた。
6つの eTNOs の軌道の分布を最もよく再現するシミュレーションのパラメータは、仮説上の遠方天体の質量を10地球質量とし、以下のような軌道に置いたものである。
- 軌道長半径はおよそ 700 au（公転周期が 18,520 年程度に相当）
- 軌道離心率はおよそ 0.6（近日点距離 280 au、遠日点距離 1,120 au に相当）
- 軌道傾斜角は黄道面に対しておよそ 30°
- 昇交点黄経はおよそ 94°
- 近日点引数はおよそ 141°、近日点黄経は 245° ± 12°[76]

これらのパラメータを仮定したプラネット・ナインのシミュレーションでは、太陽系外縁天体の特性によって異なる影響をもたらす。軌道長半径が 250 au より大きい外縁天体はプラネット・ナインに対して反対方向に強く揃った軌道になり、近日点がプラネット・ナインの近日点の反対側に来る。軌道長半径が 150〜250 au の天体はプラネット・ナインと緩く揃った軌道になり、近日点はプラネット・ナインの近日点と同じ方向に来る。軌道長半径が 150 au より小さい天体にはほとんど影響を及ぼさない。
プラネット・ナインが取り得る他の軌道の調査も行われており、軌道長半径が 400〜1,500 au、軌道離心率が最大で0.8まで、軌道傾斜角は広い範囲で調べられている。これらの軌道を仮定したシミュレーションでは多様な結果が得られている。バティギンとブラウンは、プラネット・ナインが大きな軌道傾斜角を持っていた場合は eTNOs も同様の傾きになりやすくなるが、軌道の反対側への偏り度合いは減少することを発見した。2017年の Juliette C. Becker らによるプラネット・ナインの存在を考慮したシミュレーションでは、プラネット・ナインの軌道離心率が小さい場合は eTNOs の軌道はより安定だが、軌道の反対方向への偏りはプラネット・ナインの軌道離心率が大きいほど強くなることが示された。また S. M. Lawler らはプラネット・ナインが円軌道を持っていた場合は軌道共鳴に捕獲される天体は少ないこと、大きな軌道傾斜角の軌道に到達する天体も少ないことを示した。さらに Jessica Cáceres らによる研究では、プラネット・ナインが近日点距離の小さい軌道を持っていた場合は eTNOs の軌道はよく揃うようになるが、近日点距離は 90 au よりも大きい必要があることを示した。プラネット・ナインの軌道要素と質量の考えられる組み合わせは多数あるものの、太陽系で観測されている外縁天体の軌道要素の偏りをより良く予測するシミュレーションは他にはない。さらなる遠方の太陽系外縁天体が発見されることによって、プラネット・ナイン仮説はさらに支持されるか、もしくは否定されるだろう。

### 力学：太陽系外縁天体の軌道に与える影響

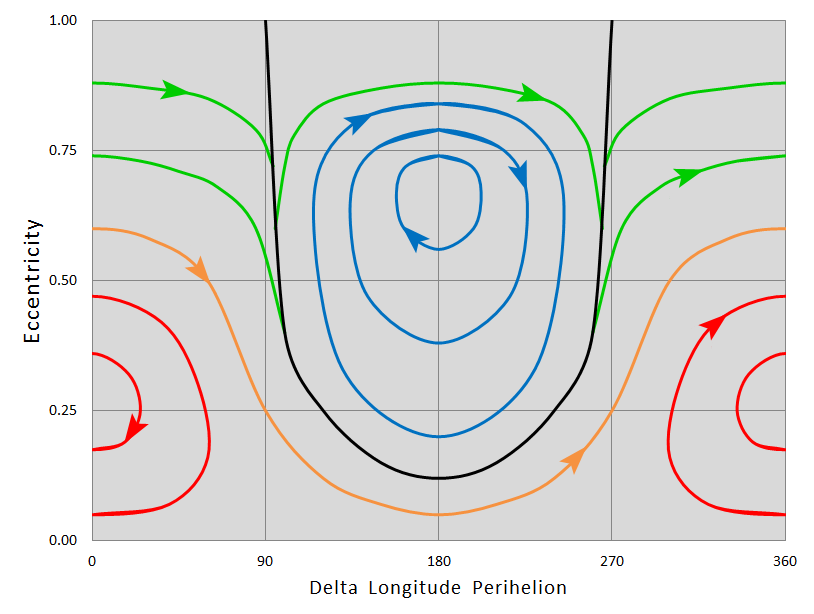
プラネット・ナインの軌道長半径が 250 au だった場合の eTNOs の長期的な進化。青：反対側に揃った天体、赤：同じ側に揃った天体、緑、準安定な天体、オレンジ：循環する天体。黒線より上が交差軌道。

プラネット・ナインは eTNOs の軌道をいくつかの効果の組み合わせを介して変化させる。非常に長い時間スケールでは、プラネット・ナインは eTNOs の軌道にトルクを与える。このトルクの強さは eTNOs の軌道とプラネット・ナインの軌道の配置によって変わる。角運動量の交換によって近日点距離は増加して eTNOs はセドナのような軌道になり、その後再び近日点距離は下がり数億年後には元の軌道に戻る。近日点の方向の動きも軌道離心率が小さい時は逆になり、天体はプラネット・ナインの反対側に揃った状態に保たれるか（図中の青線）、同じ側に揃った状態に保たれる（赤線）。
短い時間スケールではプラネット・ナインとの平均運動共鳴が eTNOs の軌道位相を保護する。これは eTNOs の軌道長半径をわずかに変化させ、プラネット・ナインの軌道と同期させて近接遭遇を防ぐことで軌道を安定化する。海王星や他の巨大惑星の重力的な影響がある場合やプラネット・ナインの軌道傾斜角が大きい場合は、この保護の効果は弱くなる。このため天体が共鳴の間を移動することによる軌道長半径のカオス的な変化がもたらされる。この共鳴には百万年の時間スケールの 27:17 の高次の共鳴も含まれる。しかし、eTNOs とプラネット・ナインがどちらも傾いた軌道にいる場合は、eTNOs が生き残るためには平均運動共鳴は必要ではないと考えられる。
天体の軌道の極は、太陽系のラプラス面の極の周りを歳差運動するか、もしくは循環する。大きな軌道長半径ではラプラス面はプラネット・ナインの軌道平面に向かって歪む。このため eTNOs の軌道面の極は平均的には一方に傾き、昇交点黄経はクラスタリングを起こす。

### 大きな軌道長半径を持った垂直軌道にある天体

大きな軌道傾斜角（黄道面にほぼ垂直）を持った5つの天体の軌道が青緑色の楕円で示されている。プラネット・ナインの想定される軌道はオレンジ色で示されている。

プラネット・ナインは eTNOs を黄道面に対してほぼ垂直な軌道に移動させる可能性があるとされている。いくつかの天体は 50° よりも大きい軌道傾斜角を持ち、軌道長半径が 250 au を超える軌道にあることが観測で判明している。これらの軌道は、低い軌道傾斜角を持っていたいくつかの eTNOs が低い軌道離心率の軌道に到達した際に、プラネット・ナインと永年共鳴を起こすことで生成される。この共鳴は小天体の軌道離心率と軌道傾斜角を増加させ、eTNOs を小さい近日点距離を持った大きな傾斜角の軌道へと移動させる。このような天体は、近日点付近にいる際によく観測される。その後 eTNOs は低軌道離心率の逆行軌道へと進化し、再び離心率と傾斜角が小さい軌道に戻る前に高軌道離心率の垂直な軌道の第二段階を経由する。
プラネット・ナインとの永年共鳴は、軌道の近日点引数と近日点黄経の線型結合を引き起こす。古在メカニズムとは異なり、この共鳴では天体がほぼ垂直な軌道になった時に軌道離心率が最大に到達する。バティギンと Morbidelli によるシミュレーションでは、この軌道進化は比較的一般的に起こるものであり、安定な軌道にある天体のうち 38% は少なくとも一回この過程を経験していると推定されている。これらの天体の近日点引数はプラネット・ナインの付近か反対側に集まり、また天体の近日点距離が最も小さくなっている時は、昇交点黄経はプラネット・ナインの昇交点黄経から前後 90° の値に集まる。これは、このような天体の軌道分布が既知の巨大惑星との遠方での遭遇に起因すると考えた場合とは異なり、観測結果とおおむね一致している。

### 高軌道傾斜角天体の軌道
軌道長半径が 100 au 未満で大きな軌道傾斜角を持つ太陽系外縁天体は、プラネット・ナインと他の巨大惑星の両方の影響を受けている可能性がある。軌道が垂直な状態になった eTNOs は近日点距離が小さいため、海王星やその他の巨大惑星の軌道と交差しうる。これらの惑星と遭遇することによって eTNOs の軌道長半径は 100 au 未満にまで小さくなる。こうなるともはやこの天体はプラネット・ナインの影響を受けなくなり、(528219) 2008 KV42 （英語版）のような軌道になる。これらの天体の最も長寿命な軌道分布は非一様であると予測されている。大部分は近日点距離が 5〜35 au の範囲であり、軌道傾斜角は 110° 未満であると予想される。またそれらとは離れた軌道要素の、軌道傾斜角が 150° 付近で近日点距離が 10 au 付近にも分布していると予想される。これらの天体は、これまではオールトの雲に起源を持つという説がこれまでに提唱されていた。オールトの雲は、太陽から 2,000〜200,000 au の距離を取り囲む理論上の氷微惑星の雲である。

### オールトの雲と彗星
プラネット・ナインは彗星の源となる領域やその軌道傾斜角の分布にも影響を与えると考えられる。太陽系形成モデルの一つであるニースモデルでの巨大惑星の移動のシミュレーションでは、プラネット・ナインの影響を含めた場合はオールトの雲に移行する微惑星は少なくなる。オールトの雲に移行しなかった他の微惑星は、プラネット・ナインによって力学的に支配される天体の雲 (集団) の中に取り込まれる。このプラネット・ナイン雲は eTNOs および垂直な軌道を持つ天体からなり、250〜3,000 au の軌道長半径まで広がり、合計質量はおよそ0.3〜0.4地球質量だろうと考えられている。
プラネット・ナイン雲の中にある天体の近日点距離が他の惑星と遭遇を起こすほどに小さくなった場合、いくつかは散乱され太陽系内部に侵入する軌道になり、これらは彗星として観測されるようになる。もしプラネット・ナインが存在する場合、このようにして太陽系内部に入ってくる天体はハレー彗星型の彗星のおよそ3分の1を占めるだろうと考えられる。プラネット・ナインは、軌道長半径が 50 au を超え海王星の軌道付近に近日点を持つ散乱円盤天体の軌道にも変化を与え、これらの天体の軌道傾斜角を増加させる。これによってこのような天体に由来を持つ木星族彗星の軌道傾斜角を増加させ、観測で分かっているよりも彗星の軌道傾斜角の分布を広くする。

### 太陽の自転軸傾斜
太陽の自転軸は惑星の軌道面に対して傾いているが、プラネット・ナインはこの傾斜に関与している可能性がある。太陽系の形成と進化に関するモデルでは、太陽の赤道面と惑星の軌道は同じ平面上になるはずであることを予測する。しかし実際には、太陽の自転軸は巨大惑星の軌道平面に対しておよそ 6° 傾いていることが分かっている。プラネット・ナインは惑星の軌道にトルクを加えることで太陽の自転軸傾斜を生み出し、惑星の軌道面をコマのように短い円弧で歳差させることができる。プラネット・ナインは他の惑星から大きく傾いた軌道を持っていること、また軌道長半径が非常に大きいため他の太陽系の惑星よりも多くの角運動量を持っていることから、この歳差を引き起こす可能性がある。
Elizabeth Bailey、バティギン、ブラウンのグループと、Rodney Gomes、Rogerio Deienno と Alessandro Morbidelli のグループによって同時期に独立して行われた解析モデルとコンピュータシミュレーションを用いた研究、さらに Dong Lai によって後に行われた研究では、太陽の自転軸の傾きとその大きさの両方は、プラネット・ナインによって及ぼされる重力トルクによって説明することが可能であるということが示されている。これらの研究結果はプラネット・ナイン仮説と一致するものであるが、プラネット・ナインの存在を証明するものではない。なぜなら、太陽系での太陽の自転軸と惑星の軌道平面のずれを説明するモデルとしては、原始惑星系円盤と原始星時代の太陽との磁気的相互作用や、太陽への非対称な質量降着、太陽が伴星を失ったことが原因とするもの、他の恒星との遭遇によるものなど、他の可能性も考えられるからである。

## 仮説への反応
バティギンは、彼とブラウンの研究で行われたシミュレーションの結果を解釈する際に慎重を期し、「プラネット・ナインがカメラに捉えられるまではこれは実在のものとはみなされない。我々が今持っているのはエコーである」と述べている。ブラウンは、プラネット・ナインの存在可能性を 90% と見込んでいる。また彼らの研究論文を前もって知っていた数少ない研究者の一人である Gregory P. Laughlin は 68.3% と見込んでいる。この説に懐疑的な科学者たちは、解析に用いられる太陽系外縁天体のさらなる追加や、撮影による確認を通じた最終的な証拠といったより多くのデータが必要だとしている。ブラウンはこの懐疑的な意見には同意しているが、それでも新しい惑星を探すのには十分なデータがあると考えている。
プラネット・ナイン仮説は何人かの天文学者や科学者に支持されている。NASA惑星科学部門のディレクターであるジム・グリーンは「証拠は以前より強固になっている」と述べている。しかしグリーンは観測されている遠方の eTNOs の動きは他の仮説で説明できる可能性もあるという点も忠告し、カール・セーガンを引用して「途方もない主張には途方もない証拠が必要だ」と述べている。マサチューセッツ工科大学の教授である Thomas Levenson は、現在のところ、プラネット・ナインは太陽系の外部領域について現在分かっている全てのことに対する唯一の満足できる説明であるように思えると結論付けた。また アストロノミカルジャーナルに掲載されたバティギンとブラウンの論文の査読を行った天文学者である Alessandro Morbidelli は、「私にはバティギンとブラウンが提示したものに変わる説明は見当たらない」と同意した。
天文学者の Renu Malhotra はプラネット・ナインの存在については分からないとの立場を取っているが、彼女とその同僚が行った研究では、eTNOs の軌道が傾いているように思われること、またこの傾きはプラネット・ナイン以外の他の方法での説明は難しいということを発見している。彼女は「我々が見つけたずれの大きさは奇妙なものだ」と述べ、「私にとって、これは私がこれまでに遭遇した中で最も興味深いプラネット・ナインの証拠である」としている。
プラネット・ナインの存在に懐疑的な様々な意見も存在する。アメリカの宇宙物理学者 Ethan Siegel は、他の惑星系では一般的に存在するが太陽系には存在しないスーパー・アースは過去には存在し、太陽系初期の力学的な不安定な時期に少なくとも一個が太陽系外に弾き出されたと考えているが、太陽系内に未発見の惑星が存在するという考えには懐疑的なコメントをしている。また惑星科学者の Harold F. Levison は、弾き出された惑星がオールトの雲の内側に留まることができる確率はわずか 2% 程度だと考えており、もしその惑星が安定な軌道に入った場合は多くの天体がオールトの雲から投げ出されたはずだと推測している。
2020年にはOuter Solar System Origins Survey (OSSOS)とDark Energy Survey（DES）の調査結果により、プラネットナインの仮説に対して更に懐疑論が登場した。 OSSOSは800を超える太陽系外縁天体を記録し、DESは316の新しい天体を発見したが、 
いずれの調査においても観測された天体のうち、軌道の偏りの証拠はないと結論付けられた。実質的にすべての天体の軌道はブラウンらが意図した第9惑星ではなく、物理現象によって説明できるとしている。 研究者の１人であるSamantha Lawlerは、今回観測した800の天体に比べるとブラウンらによる14個のサンプルは遥かに少なく、プラネットナイン仮説は「詳細な観察に耐えられない」と述べた。

## 対立仮説
プラネット・ナインは遠方の太陽系外縁天体の軌道要素に見られる偏りを元に提唱された仮説上の天体だが、プラネット・ナインのような天体を想定しなくても軌道の特徴を説明可能だとする対立仮説も存在する。また、プラネット・ナインとは大きく異なる特徴や軌道要素を持つ未知の天体で説明可能とする仮説もある。さらに、軌道要素の偏りそのものが偶然であるか、見かけ上のものに過ぎないとする説もある。

### 一時的あるいは偶然の偏り
Outer Solar System Origins Survey (OSSOS) の研究結果では、太陽系外縁天体に見られる軌道の偏りは、発見されている天体数が少ないことと観測バイアスとの組み合わせによる見かけ上のものだということが示唆されている。OSSOS は既知のバイアスを考慮したよく特徴付けられた太陽系外部のサーベイプロジェクトであり、軌道長半径が 150 au を超え様々な軌道配置にある8個の天体を観測した。このサーベイにおける観測バイアスの影響を考慮した後、トルヒージョとシェパードによって同定された近日点引数の偏りの証拠は見られないとし、最も遠方を公転する天体群の軌道はランダムな配置と統計的に一致するとした。
この結果は、ブラウンによって観測された eTNOs の発見バイアスの解析とは異なる結果である。彼は10個の既知の eTNOs の近日点黄経の偏りに関して観測バイアスを考慮し、もし軌道の分布が一様であるならば、偶然偏って見える期間はわずか 1.2% であることを見出している。これに近日点引数に見られる偏りも合わせた場合、偶然偏っているように見える確率は 0.025% になるとしている。また後のブラウンとバティギンによる14個の eTNOs の発見バイアスの解析では、近日点黄経と軌道の極の位置の偏りが偶然である確率は 0.2% だとしている。
プラネット・ナインの影響を考慮した15個の既知の天体の進化のシミュレーションでも、いくつかの観測との差異が明らかになっている。Cory Shankman と彼の同僚は、軌道長半径が 150 au 以上、近日点距離が 30 au 以上の15個の天体を模擬した（同じ軌道にあると仮定した）多数の天体のシミュレーションに、プラネット・ナインの影響を取り入れた計算を行った。その結果彼らは軌道長半径が 250 au より大きい天体では軌道がプラネット・ナインとは反対方向に揃うのを確認したが、近日点引数の偏りは見られなかった。また彼らのシミュレーションでは eTNOs の近日点距離は滑らかに上昇と減少を起こし、観測では確認されていない、近日点距離が 50〜70 au の間にある天体を多数残すことが示された。この結果は、この軌道長半径の範囲にある多数の観測されていない天体が存在することを予測するものである。この中には、大部分の観測は小さな軌道傾斜角を持った天体に対して行われているために見落とされているであろう高軌道傾斜角の天体や、暗くて観測できないために見落とされている大きな近日点距離を持つ天体を多数含んでいる。これらの中には他の巨大惑星との遭遇によって太陽系から弾き出されたものも多くあるだろうと考えられる。観測されていない天体や失われた天体が多数あると考えられることから、この研究では合計で数十地球質量になる天体群が存在し、太陽系初期には大量の質量が外部に放出されていた必要があると推定された。Shankman らは、プラネット・ナインが存在する可能性は低く、現在観測されている eTNOs の軌道の偏りは一時的な現象であり、より多くの eTNOs が検出されるに連れ偏りは消えるだろうと結論付けた。

### 重い円盤中での傾斜角不安定
Ann-Marie Madigan と Michael McCourt は、遠方の重い円盤の中での傾斜角不安定が eTNOs の近日点引数の偏りの原因になっていると主張している。傾斜角不安定とは、小天体からなる円盤が太陽などの中心星を高い軌道離心率（0.6以上）で公転している際に発生する不安定性である。円盤の自己重力によって円盤が自発的な組織化を起こし、円盤中の天体の軌道傾斜角を増加させて近日点引数を整列させ、元々の軌道平面の上か下に円錐状に分布させるようになる。この過程が発生するには長い時間と非常に重い円盤質量を必要とし、数億年程度の時間、1〜10地球質量の円盤が必要とされる。傾斜角不安定は小天体の近日点引数を偏らせ近日点距離を上昇させることができ、そのため分離天体を形成することができるが、この過程では近日点黄経の偏りは発生しない。ブラウンはプラネット・ナインがより適切な説明であるとし、傾斜角不安定を発生させるのに十分な質量を持つ散乱円盤の存在は現在の調査では明らかになっていないと述べている。また、微惑星円盤の自己重力を取り入れた太陽系のニースモデルのシミュレーションでは、傾斜角不安定は発生していない。そのかわりに、シミュレーションでは天体の軌道の急速な歳差が生成され、大部分の天体は傾斜角不安定が発生するには短すぎる時間スケールで放出された。

### 重い円盤による羊飼い効果
Antranik Sefilian と Jihad Touma は、やや大きな軌道離心率を持った太陽系外縁天体の重い円盤が eTNOs の近日点黄経の偏りを引き起こしたという説を提唱している。彼らは、合計で10地球質量の太陽系外縁天体を含む円盤があり、軌道は揃っており、軌道離心率は軌道長半径が大きくなるに連れゼロから0.165まで変化しているという分布を予測した。この円盤の重力的な影響は巨大惑星によって駆動される前向きの歳差運動を相殺し、その結果としてそれぞれの天体の軌道の配置は維持される。観測されている eTNOs のような大きな軌道離心率を持った天体は、もし軌道が円盤と反対方向に整列していた場合は安定であり、おおむね固定された向きか近日点黄経を持つと考えられる。ブラウンはこの提唱された円盤は eTNOs の偏りを説明可能であると考えているものの、この円盤は太陽系の年齢に渡って生き残ることは出来ないため、もっともらしくない説だと考えている。またバティギンはカイパーベルトにはこの円盤の形成を説明するだけの十分な質量が無いと考え、「なぜ原始惑星系円盤が 30 au 付近で終わり 100 au より遠方で再び始まるのか」と疑問を呈している。

### 低軌道離心率の惑星
プラネット・ナイン仮説は未知の天体の質量と軌道に関する一連の予測を含んでいる。ある対立仮説ではプラネット・ナインとは異なる軌道要素を持った未知の天体の存在を予測する。Malhotra、Kathryn Volk と Xianyu Wang は、近日点距離が 40 au、軌道長半径が 250 au を超える最も長周期の4つの分離天体は、仮説上の惑星と n:1 か n:2 の平均運動共鳴を起こしているとする仮説を提唱した。また軌道長半径が 150 au を超えるさらに2つの天体も共鳴を起こしている可能性があるとした。彼女らが提唱した天体はプラネット・ナインよりも軌道離心率と傾斜角が低い軌道である可能性があり、離心率は 0.18 未満、傾斜角は 11° 程度とされる。この場合、2010 GB174 への近接遭遇を起こさないためには、仮説上の惑星の軌道離心率は低い必要がある。もし eTNOs が第三種の周期軌道にあり、これらの安定性が近日点引数の秤動によって高められる場合は、天体は 40° 程度のより高い軌道傾斜角に存在する可能性もある。バティギンとブラウンの説とは異なり、Malhotra、Volk、Wang の説では、遠方の分離天体の大部分が重い天体の軌道と反対方向に揃った軌道を持つことを必要としていない。
| 天体名       | 軌道周期 太陽中心 (年) | 軌道周期 重心中心 (年) | 軌道長半径 (AU) | 比  |
| ------------ | ---------------------- | ---------------------- | --------------- | --- |
| 2013 GP136   |                        | 1,830                  | 151.8           | 9:1 |
| 2000 CR105   |                        | 3,304                  | 221.59±0.16     | 5:1 |
| 2012 VP113   | 4268±179               | 4,300                  | 265.8±3.3       | 4:1 |
| 2004 VN112   | 5845±30                | 5,900                  | 319.6±6.0       | 3:1 |
| 2010 GB174   | 7150±827               | 6,600                  | 350.7±4.7       | 5:2 |
| セドナ       |                        | ≈ 11,400               | 506.84±0.51     | 3:2 |
| 仮説上の惑星 |                        | ≈ 17,000               | ≈ 665           | 1:1 |

### 古在メカニズムによる整列
トルヒージョとシェパードは2014年に、平均距離が 200〜300 au の円軌道にある未知の重い惑星が、大きな軌道長半径を持つ12個の太陽系外縁天体の近日点引数の偏りの原因であると主張した。彼らは、近日点距離が 30 au 以上、軌道長半径が 150 au 以上の12個の太陽系外縁天体の軌道の近日点引数が 0° 付近に偏っていることを発見した。数値シミュレーションの結果、何十億年もの時間が経過するとこれらの天体の歳差運動の速度が異なることによって近日点はランダムに分布してしまうことを示し、軌道を偏らせるためには数百auの距離の円軌道にある重い惑星が必要であることを示唆した。この重い天体は太陽系外縁天体の近日点引数を古在メカニズムを介して 0° か 180° の周囲を秤動させるため、これらの天体は惑星に最も近い点と最も遠い点である近日点と遠日点付近で惑星の軌道平面を横切ると予想される。2〜15地球質量の天体を 200〜300 au の範囲の軌道傾斜角が小さい円軌道に置いた場合の数値シミュレーションでは、セドナと 2012 VP113 の近日点引数は数十億年にわたって 0° 付近を秤動し（近日点距離が小さい天体は秤動を起こさなかった）、1,500 au にある大きく傾いた軌道にある海王星質量の天体と秤動を起こす時期を経験した。この仮説では、180° 程度の近日点引数を持つ天体が存在していないことを説明するためには、太陽系近傍の恒星の通過で取り除かれたなどの、さらなる過程が必要とされる。
これらのシミュレーションでは、一つの大きな惑星が小さい太陽系外縁天体をどのように似た種類の軌道に導きうるかという基本的なアイデアが示された。これは仮説上の天体の特定の軌道を算出するものではなく概念的なシミュレーションによる基本的な証明であり、仮説上の天体が取りうる軌道の配置は多数あると述べている。そのため彼らは全ての eTNOs の軌道の偏りをうまく組み込んだモデルを完全には定式化していない。しかし彼らは太陽系外縁天体の軌道に偏りがあること、およびこのもっともらしい説明は未知の遠方の重い惑星の存在であることに気が付いた初めての研究者であった。彼らの研究は、天王星の運動に奇妙な点があることに気が付き、それが未知の第8惑星からの重力による可能性が高いと示唆して海王星の発見に繋がったアレクシス・ブヴァールの研究と非常に類似している。
Raúl および Carlos de la Fuente Marcos は、似たようなモデルだが共鳴している2つの遠方惑星を仮定したモデルを提案している。de la Fuente Marcos らが Sverre Aarseth と共に行った解析では、観測されている近日点引数の偏りは観測バイアスによるものではないことが確認されている。彼らは、軌道の偏りは太陽から 200 au 程度離れた軌道を持つ火星から土星の間の質量を持つ天体によって引き起こされたと推測した。トルヒージョとシェパードらの仮説と同様に、彼らも太陽系外縁天体は古在メカニズムによって偏った軌道の状態を維持されていると理論的に予測し、これらの運動を木星の影響下にあるマックホルツ第1彗星 (96P/Machholz) の振る舞いと比較した。しかし彼らもまた未知の惑星1つでは太陽系外縁天体の軌道の整列を説明するのに苦労した。そのため彼らはこの未知の惑星自身は太陽から 250 au にあるさらに重い別の天体と共鳴状態にあると考えた.。ブラウンとバティギンは論文中で、古在メカニズムを介した 0° と 180° 付近への近日点引数の整列を起こすためには、各外縁天体に対する未知の惑星の軌道長半径の比率は1に近い必要があることを指摘した。つまりこの仮説では観測データに合わせた軌道を持つ複数の未知の惑星が必要になることを示唆しており、この説明はあまりにも扱いにくいものであるとしている。

## 検出の試み

### 感度と位置
プラネット・ナインは太陽から非常に遠い位置にあることが予想されているため、反射光は非常に弱く、望遠鏡を用いた観測で検出されない可能性がある。予想される見かけの等級は22等より暗く、少なくとも冥王星の600倍暗いことになる。すばる望遠鏡を用いた露出時間10時間の観測で達成できる検出限界は27.7等であり、プラネット・ナインの予想される光度より100倍暗い天体を検出可能である。比較として、ハッブル宇宙望遠鏡はハッブル・ウルトラ・ディープ・フィールドで行った23日（200万秒）ほどの露出で、31等級の暗さの天体を検出したことがある。しかしハッブル宇宙望遠鏡の視野は非常に狭く、ケック天文台や大双眼望遠鏡も同様である。ブラウンはプラネット・ナインが発見された暁にはハッブル宇宙望遠鏡を用いた観測を要望している。
もしプラネット・ナインが存在し近日点に近い場所にいれば、天文学者は既存の画像の中からこの天体の存在を同定できる可能性がある。一方で遠日点近辺にある場合は、ハッブル宇宙望遠鏡やハワイのマウナケア山にあるケック望遠鏡やすばる望遠鏡のような地球の最大級の望遠鏡が必要となる。しかし、もしプラネット・ナインがこれらの間に位置している場合は、多くの天文台で捉えることができる可能性がある。統計的には、プラネット・ナインは 600 au よりも遠方の遠日点付近にいる可能性が高い。これは、遠日点付近では天体の動きはより低速になり、遠方に留まる時間のほうが長いことが原因である。

### 既存データの捜索
バティギンとブラウンによる星表の捜索では、プラネット・ナインに予想される軌道に沿った空の大部分には写っていないことが既に分かっている。残されている領域は、これまでのサーベイでは暗すぎて写らないであろう遠日点の方向と、多数の恒星との識別が困難な銀河系の銀河面に近い方向である。彼らが捜索に用いた過去の観測データは、19等までの天体を観測したカタリナ・スカイサーベイ、21.5等までのパンスターズ、およびWISEによる赤外線観測データである。
その他にも既存の観測データの捜索を行っている研究者がいる。Dark Energy Survey (DES) で用いられたカメラの開発を手伝った David Gerdes は、DES の一環として撮影された画像の一つにプラネット・ナインが写っている可能性があることを主張した。その場合、2014 UZ224 のような遠方なる太陽系内の天体を同定したソフトウェアを用いてプラネット・ナインを発見できる可能性がある。
カリフォルニア大学バークレー校の大学院生である Michael Medford と Danny Goldstein は、異なる時期に撮影された複数の画像を組み合わせる技術を用いて過去のデータの調査を行った。スーパーコンピュータを用いて計算されたプラネット・ナインの動きに合わせて画像をずらし、移動する暗い天体の多数の暗い画像を組み合わせることで明るい画像を作成することが可能となる。
また、WISE と NEOWISE で取得された複数のデータを組み合わせた捜索ではプラネット・ナインは検出されなかった。この捜索は銀河面から離れた領域の W1 波長（WISE が使用した 3.4 µm の波長）での観測が行われており、800〜900 au までの距離にある10地球質量の天体を検出する能力があると推定されている。

### 進行中の観測
プラネット・ナインは北半球から観測可能な位置にあると予測されていることから、主要な観測はすばる望遠鏡を用いて行われることが期待される。すばる望遠鏡は暗い天体を観測するのに十分な口径と捜索期間を短縮する広い視野の両方をあわせ持つ。バティギンとブラウン、およびトルヒージョとシェパードの2つの天文学者チームが共にこの捜索を行っており、どちらのチームも捜索には5年ほどかかると見積もっている。ブラウンとバティギンは当初プラネット・ナインの捜索範囲をオリオン座付近のおよそ2,000平方度の範囲に絞り込み、バティギンはこの領域はすばる望遠鏡を用いて20夜で観測可能だと考えた。後に彼らは捜索範囲を 600〜800平方度の範囲にさらに絞り込んだ。2018年12月には、彼らは4半夜と3夜のすばる望遠鏡での観測時間を費やした。
ただしプラネット・ナインは地球から見て天の川の方角に位置していると予想されることから、明るい天の川の光にかき消されてしまい、位置関係が改善されるまでは観測することは困難とする見方もある。この見方によると、観測できる状態になるまでには1,000年以上かかるとされる。
南半球からの観測で宇宙膨張の加速を探査する目的で行われている Dark Energy Survey (DES) では、プラネット・ナインに予想される軌道の一部を含む領域が観測されている。DES は2019年1月に800夜におよぶ観測を完了し、収集されたデータの解析が継続的に行われている。

### 熱放射
プラネット・ナインのような遠方の天体はわずかな光しか反射しないが、質量が大きいため、形成時の熱を現在も冷却に伴って放射していると考えられる。推定される温度は 47 K (-226.2℃) であることから、放射のピークの波長は赤外線になると予想される。この放射はALMAのような地上のサブミリ波望遠鏡で検出できる可能性があり、またミリ波で行われている宇宙マイクロ波背景放射の実験でも捜索を行える可能性がある。
また、NASA惑星科学部門のディレクターであるジム・グリーンは、2021年に打ち上げが予定されているハッブル宇宙望遠鏡の後継機であるジェイムズ・ウェッブ宇宙望遠鏡によって観測できるだろうとの楽観的な見方を示してる。

### 市民科学
市民科学プロジェクトを集めたポータルサイトであるズーニバースでは、WISE の過去の観測データからプラネット・ナインを捜索するバックヤード・ワールドが2017年2月に開始された。このプロジェクトはさらに、太陽系の近傍にいる褐色矮星のような準恒星天体の捜索も目的に含んでいる。バックヤード・ワールドのウェブサイトには、WISE のデータの 3% にあたる、それぞれ4つの画像からなる 32,000 個のアニメーションがアップロードされている。このアニメーション中の移動天体を探すことで、市民科学者によってプラネット・ナインが発見されるかもしれない。
2017年4月、サイディング・スプリング天文台の SkyMapper 望遠鏡を用いたデータから、ズーニバースの市民科学者によってプラネット・ナインの候補天体が4つ報告された。これらの候補天体は天文学者によって追加観測され検証される予定である。2017年3月28日に開始されたこのプロジェクトは、6万人以上の参加者がおよそ500万の分類を行い、3日以内に目標を達成した。

## 位置を予測する試み

### カッシーニによる土星軌道の測定
土星探査機カッシーニによる土星軌道の精密な観測からは、プラネット・ナインは提案されている軌道のうち特定の範囲には存在し得ないことが分かっている。これはもしその位置にプラネット・ナインが存在した場合は、重力によって土星の位置に検出可能な影響を及ぼすことが期待されたからである。ただしこのデータは、プラネット・ナインの存在を証明するものでも反証するものでもない。
Fienga、Laskar、Manche と Gastineau による初期解析では、カッシーニのデータを用いて、太陽とその他の既知の惑星による影響下での土星の予測される軌道と観測結果とのずれの探査が行われた。その結果、プラネット・ナインが真近点角（近日点に対する惑星の軌道上の位置を表すパラメータ）が -130°〜-110°、もしくは -65°〜85° に位置しているのとは一致しない結果が得られた。この解析ではバティギンとブラウンによって予測された軌道要素が用いられており、土星の軌道への影響が見られないことから、プラネット・ナインの真近点角が 117.8°+11°
−10° である場合に測定結果を最もよく説明できるとした。この真近点角ではプラネット・ナインは太陽からおよそ 630 au の距離におり、赤経は 2h に近く、赤緯は -20° 付近でくじら座の領域にいると考えられる。対照的に、もしプラネット・ナインが遠日点付近にいた場合は、赤経は 3.0h〜 5.5h、赤緯は -1°〜6° にあると予想される。
宇宙物理学者 Matthew Holman と Matthew Payne によって後に行われたカッシーニのデータの解析では、プラネット・ナインが存在しうる位置への制約がより狭いものとなった。彼らは以前の解析よりも広範囲のパラメータを調査することができる、より効率的なモデルを開発した。カッシーニのデータを解析するためのこの技術を用いて同定された軌道要素は、バティギンとブラウンによるプラネット・ナインの軌道要素への力学的な制限の範囲と重なるものであった。Holman と Payne は、プラネット・ナインは赤経 40°、赤緯 -15° の 20° の範囲内、くじら座の領域にいる可能性が最も高いと結論付けた。
ジェット推進研究所の惑星科学者である William Folkner は、カッシーニは土星を周回する軌道上で、説明できないずれは経験しなかったと述べている。プラネット・ナインのような未知の天体はカッシーニにではなく、土星の軌道に影響を与えると考えられる。これによってカッシーニの測定に何らかの特徴が生み出される可能性があるが、ジェット推進研究所はカッシーニのデータ中には説明できない兆候は発見していない。

### 冥王星の軌道の解析
Holman と Payne は2016年に冥王星の軌道の解析を行い、バティギンとブラウンが予測したプラネット・ナインの軌道から予測されるものよりも大きな摂動があることを発見した。Holman と Payne はこの原因について3つの説明を提案している。1つ目は冥王星の軌道の測定における系統的な誤差、2つ目は例えば 60〜100 au の範囲にある小さい天体などの未知の質量が太陽系に存在すること (この天体はおそらくカイパーベルト天体の分布の特徴の原因になっているもの)、3つ目はバティギンとブラウンが予測したものよりも重いか太陽に近い惑星が存在するというものである。

### ほぼ放物線軌道にある近傍の彗星
ほぼ放物線軌道にある彗星の軌道の解析では、バティギンとブラウンの原論文で述べられているプラネット・ナインの軌道に接近する双曲線軌道を持った5つの新しい彗星の存在が特定された。もしこれらの彗星の軌道がプラネット・ナインとの近接遭遇によって双曲線軌道になったのであれば、プラネット・ナインは現在遠日点付近にあり、赤経は 83°〜90°、赤緯は 8°〜10° であると推定される。しかしスコット・シェパードはこの解析に対して懐疑的であり、彗星の軌道には多くの異なる力による影響があると述べている。

## 軌道長半径を予測する試み
Sarah Millholland と Gregory Laughlin による解析では、eTNOs の尽数関係 (軌道周期の比率が簡単な整数比になっている状態) のパターンが存在することが確認された。この解析では，もしプラネット・ナインの軌道長半径が 654 au であった場合に軌道共鳴に近い状態にいると考えられる5つの天体が特定された。セドナ (3:2)、2004 VN112 (3:1)、2012 VP113 (4:1)、2000 CR105 (5:1)、2001 FP185 (5:1) がその5天体であり、括弧内はプラネット・ナインとの周期の比である。彼らはこれらの eTNOs が共鳴している相手の天体がプラネット・ナインであるとしたが、バティギンとブラウンが提唱した軌道要素とは異なり、軌道離心率は 0.5 程度、軌道傾斜角は 30° 程度、近日点引数は 150° 程度、昇交点黄経は 50° (バティギンとブラウンがによる昇交点黄経とは 90° 異なる) と提唱した。
Carlos および Raúl de la Fuente Marcos も既知の eTNOs に見られる軌道周期の尽数関係がカイパーベルト天体で見られるものと似ていることを指摘している。カイパーベルト天体同士の軌道周期の尽数関係は、それぞれの天体が海王星との軌道共鳴に入っていることによって偶然発生するものである。これらの天体の多くは、軌道長半径がおよそ 700 au の天体との 5:3 と 3:1 の軌道共鳴に入っている可能性があると考えられる。
172 au 付近のより小さい軌道長半径を持つ3つの天体 (2013 UH15、2016 QV89、2016 QU89) もプラネット・ナインと軌道共鳴を起こしているという説が提唱されている。これらの天体は、もしプラネット・ナインの軌道長半径が 315 au だった場合に共鳴を起こしており、プラネット・ナインとは反対の位置に軌道が揃っているとされるが、この軌道長半径の値はバティギンとブラウンの仮説よりも小さいものである。あるいは、プラネット・ナインの軌道長半径が 505 au であった場合は軌道共鳴を起こせるが、小天体の軌道配置はプラネット・ナインによって偏らせられずに循環するようになるとも考えられている。
Elizabeth Bailey、ブラウンとバティギンによる後の解析では、もしプラネット・ナインが離心率と傾斜角の大きい軌道にいる場合、eTNOs の大部分を高次の軌道共鳴に捕獲することと、様々な共鳴の間のカオス的な移動によって、現在の観測を元にしたプラネット・ナインの軌道長半径の特定が妨げられる可能性があることが分かった。この解析では、プラネット・ナインの軌道離心率が大きい場合、原論文で解析に用いた6個の eTNOs がプラネット・ナインと n:1 か n:2 (n は整数) の共鳴に入っている確率は 5% 未満だろうと予測した。